# أنطون سولوفيوف
أنطون سولوفيوف هو لاعب كرة قدم روسي في مركز الوسط، ولد في 27 مارس 1995 في تفير في روسيا. لعب مع زينيت سانت بطرسبرغ.